# Emmanuel Mbola
Emmanuel Mbola, né le 10 mai 1993 à Kabwe, est un footballeur international zambien. Il joue au poste d'arrière gauche au Nkana FC.

## Biographie

### En club
Mbola commence sa carrière en 2007 avec le club zambien de Mining Rangers, et fut repéré par le géant congolais du TP Mazembe en janvier 2009.

### En équipe nationale
Mbola joue son premier match sous les couleurs de la Zambie durant les qualifications à la coupe du monde de football 2010 contre l'Égypte le 29 mars 2008. Au 15 décembre 2010, il a joué 22 matchs avec la Zambie, dont quatre en coupe d'Afrique des nations de football 2010. À 16 ans, 8 mois et 3 jours, il devient le second plus jeune joueur à jouer en coupe d'Afrique des nations de football, après le Gabonais Shiva N'Zigou.

## Palmarès

### En club
- Pyunik Erevan
  - Champion d'Arménie en 2009
  - Vainqueur de la Coupe d'Arménie en 2009

- TP Mazembe
  - Champion de République démocratique du Congo en 2011 et 2020

### En sélection
- Équipe de Zambie
  - Vainqueur de la Coupe d'Afrique des nations en 2012